# Благодатное (Ставропольский край)
Благодатное — село в Петровском районе (городском округе) Ставропольского края Российской Федерации.

## Название
Местное название села — Берестовка — произошло от росшего когда-то на месте села берестового леса.
Варианты названия
- Благодатное (Берестовка)[2],
- Берестовка,
- Благодатненское[3]

## География
Находится в Предкавказье, на Ставропольской возвышенности, на реке Берестовке.
Расстояние до краевого центра: 62 км. Расстояние до районного центра: 22 км.

## История
XIX век
Первоначально образовался выселок Берестовая Балка. В середине XIX века он был преобразован в селение Благодатное (Берестовка, Благодатненское).
Село основано в 1848 году на казёной земле переселенцами из Полтавской, Курской, Екатеринославской, Черниговской и Воронежской губерний. Входило в Ставропольский уезд Ставропольской губернии.
В 1853—1854 гг. на село были незначительные нападения горцев.
В 1888 году построено одноклассное училище министерства народного просвещения. В нём обучается 45 мальчиков и 11 девочек.
В 1892 году от холеры умер 91 человек.
XX век
На начало века в селе было 5433 человек державших 578 дворов с 800 домами. В основном все жители православного вероисповедания. Между ними 28 чел. обоего пола принадлежать к секте хлыстов и 15 человек секте поповцев.
В селе три крестьянина владеют землёй, приобретённой покупкой, в количестве 3704 десятин.
Из них:
1. 2194 десятин у первого,
2. 1010 десятин у второго,
3. 500 десятин у третьего.

Излишек хлеба жители продают частью ссыпщикам, а частью на станциях Ставропольской ветви Владикавказской ж. д. Скупленный хлеб ссыпщики отправляют в город Ростов на Дону и Новороссийск.
В селе действуют: 3 мануфактурные лавки, 5 бакалейно-мелочных, 2 питейных дома, 9 ренсковых погребов, 1 мельница конным приводом, 2 водяных, 10 ветряных, 5 овчинодельных заводов и 3 маслобойни.
Село — центр волости. Также к волости относится хутор Носачев в 150 жителей.
В селе имеется два училища, одно одноклассное министерства народного просвещения и школа грамоты.
Школа грамоты размещается в церковной сторожке. В школе учатся 15 мальчиков и 7 девочек.
В 1909 году в село входили:
- Усадьба Андрея Мандалина
- Хутор Носачёва
- Колония Мартыновка
- Дополнительный участок в селе Московское
- Хутор Безменова (Николина Пристань)
- Колония Иващенко (Беттель)
- Колония Хубияровка
- Колония Золотарёвка
- Посёлок Софиевский
- Посёлок Нововасильевский
- Посёлок Добровольный
- Дополнительный надел Тугулукского общ.
- Хутор Фомы Толкачева
- Хутор Алексея Толмачева
- Экон. Леона Согр
- Экон. Трофима Маслова
- Экон. Якова Добрынина
- Хутор Сергея Плугарева
- Хутор Козьмы Пронского
- Хутор Таврический (Кухтиновский тож)
- Экон. Александра Кухтина
- Экон. Спиридона Маловичко
- Хутор Алексея Жадана
- Хутор Ивана Бедрика
- Хутор Елисея Солонинко
- Хутор Семена Понасенко
- Хутор Михаила Барабаша
- Хутор Игната Жадана
- Хутор Никиты Жадана
- Экон. Емел. Глущенко
- Экон. Ивана Глущенко
- Экон. Федора Кириленко
- Хутор Ивана и Тих. Колесниковых
- Хутор Алексея Колесникова
- Хутор Павла Ищенко
- Хутор Евгения Калинина
- Хутор Федора Шакала
- Хутор Ивана Сидорова
- Хутор братьев Филатовых
- Хутор Якова Зеленского
- Экон. Ивана Милосердова
- Хутор Никиты Степаненко
- Хутор Максима Стапененко
- Хутор Егора Бедрика
- Хутор Моисея Бедрика
- Хутор Павла Бедрика
- Хутор Михаила Бедрика
- Хутор Степана Степаненко
- Хутор Осипа Степаненко
- Хутор Якова Степаненко
- Экон. Василия Милосердова (Прибыль тож)
- Экон. Алексея Милосердова
- Хутор Михаила Степаненко
- Экон. Ник. Иванова
- Хутор Козлитина (Козырев тож)
- Хутор Степана Козлитина
- Кочевка Федота Козлитина (Козырев тож)

К окончанию Гражданской войны в 1920 году Благодатненская волость насчитывала 19 563 человека.
До 1924 года село — центр Благодатненской волости Ставропольского уезда Ставропольской губернии.
В Благодатненскую волость входили:
- Шульца/Schulz[8]

до 1917 — Ставропольская губ., Ставропольский у., Благодатенская вол.
Нем. хутор. На прав. берегу р. Бол. Кугульта, в 75 км к сев.-вост. от Ставрополя. Жит.: 8 (1873), 16 (1880).
В 1918 году на Ставрополье начался процесс коллективизации, не получивший достаточного развития из-за гражданской войны. После окончательного установления советской власти в регионе стали создаваться коммуны и артели, организуемые бывшими красноармейцами. В 1921 году в селе Благодатном была создана коммуна «1-я Закавказская» и артель «Дружба», в 1924 году — артель «Красный Путь».
6 ноября 1923 года вышел Декрет Всероссийского центрального исполнительного комитета «Об административном делении Ставропольской губернии», предусматривавший упразднение уездов и волостей и утверждавший разделение губернии на районы и сельские общества. В 1924 году было образовано 12 районов, в том числе Петровский, с центром в селе Петровское. В состав Петровского района в частности вошли 3 бывшие волости Ставропольского уезда: Благодатненская, Константиновская и Кугультинская.
До 2017 года село образовывало упразднённое сельское поселение село Благодатное.

## Население
| 1881  | 1897  | 1903  | 1908  | 1925  | 1926  | 1939  | 1959  | 1989  |
| ----- | ----- | ----- | ----- | ----- | ----- | ----- | ----- | ----- |
| 3508  | ↗6098 | ↗7099 | ↗7812 | ↗8813 | ↘8376 | ↘8310 | ↘5478 | ↘4185 |
| 2002  | 2010  | 2012  | 2013  | 2014  | 2015  | 2016  | 2017  | 2021  |
| ↗5138 | ↘5132 | ↘5103 | ↘5021 | ↘4997 | ↘4923 | ↗4955 | ↘4869 | ↘4313 |
| 2023  |       |       |       |       |       |       |       |       |
| ↗4335 |       |       |       |       |       |       |       |       |

Гендерный состав
По итогам переписи населения 2010 года проживали 2400 мужчин (46,77 %) и 2732 женщины (53,23 %).
Национальный состав
По данным переписи 2002 года, 97 % населения — русские.
По итогам переписи населения 2010 года проживали следующие национальности (национальности менее 1 %, см. в сноске к строке «Другие»):
| Национальность | Численность | Процент |
| -------------- | ----------- | ------- |
| Русские        | 4958        | 96,61   |
| Армяне         | 58          | 1,13    |
| Другие         | 116         | 2,26    |
| Итого          | 5132        | 100,00  |

## Инфраструктура
- Дом культуры[36]
- Спортивный зал[37]
- Общественное открытое кладбище (ул. Петровская). Площадь участка 74 617 м²[38].

## Образование
- Детский сад общеразвивающего вида с приоритетным осуществлением деятельности по художественно-эстетическому направлению развития детей № 7 «Колосок»[39]
- Средняя общеобразовательная школа № 8[40]

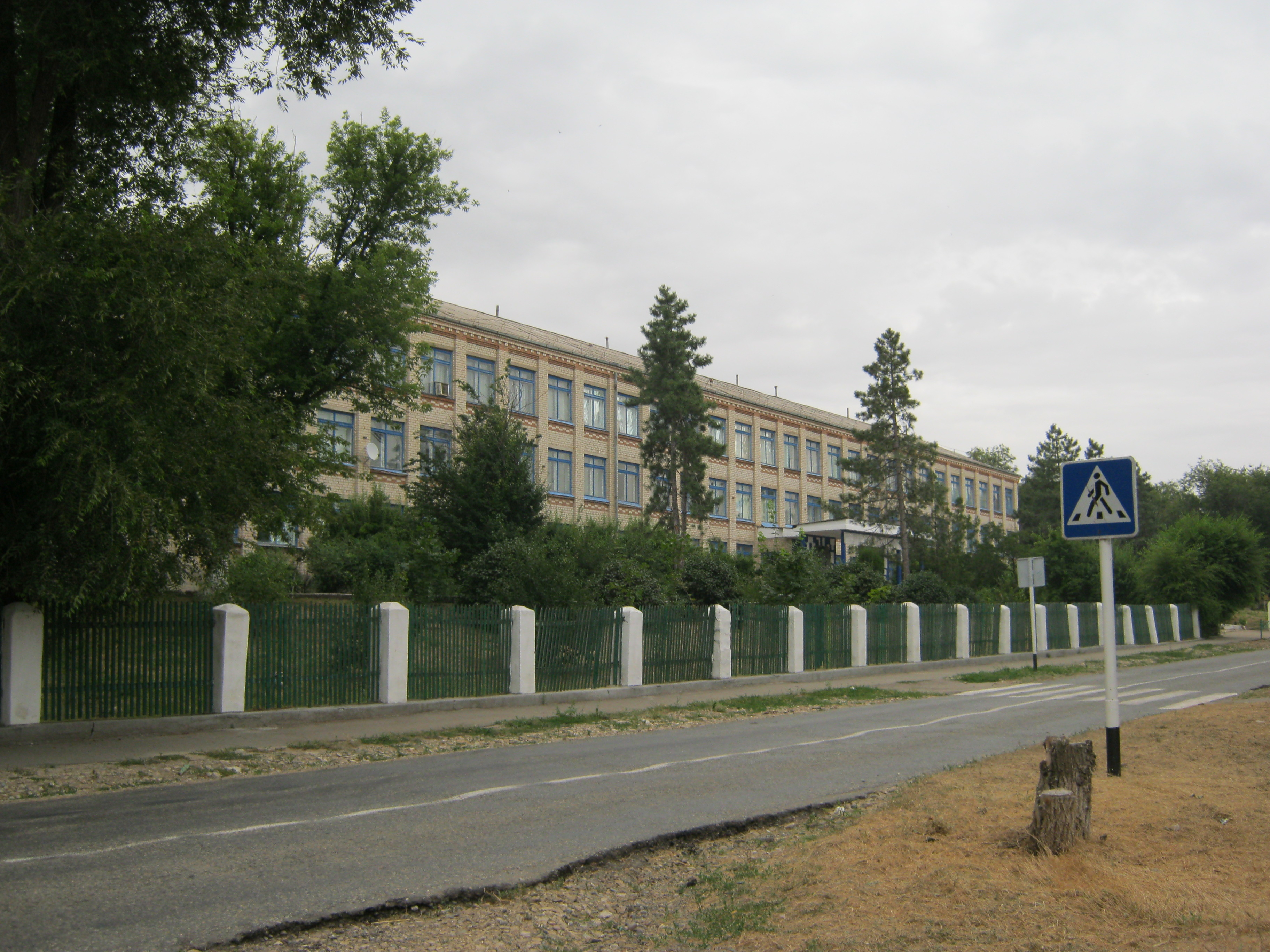
Здание школы № 8

## Русская православная церковь

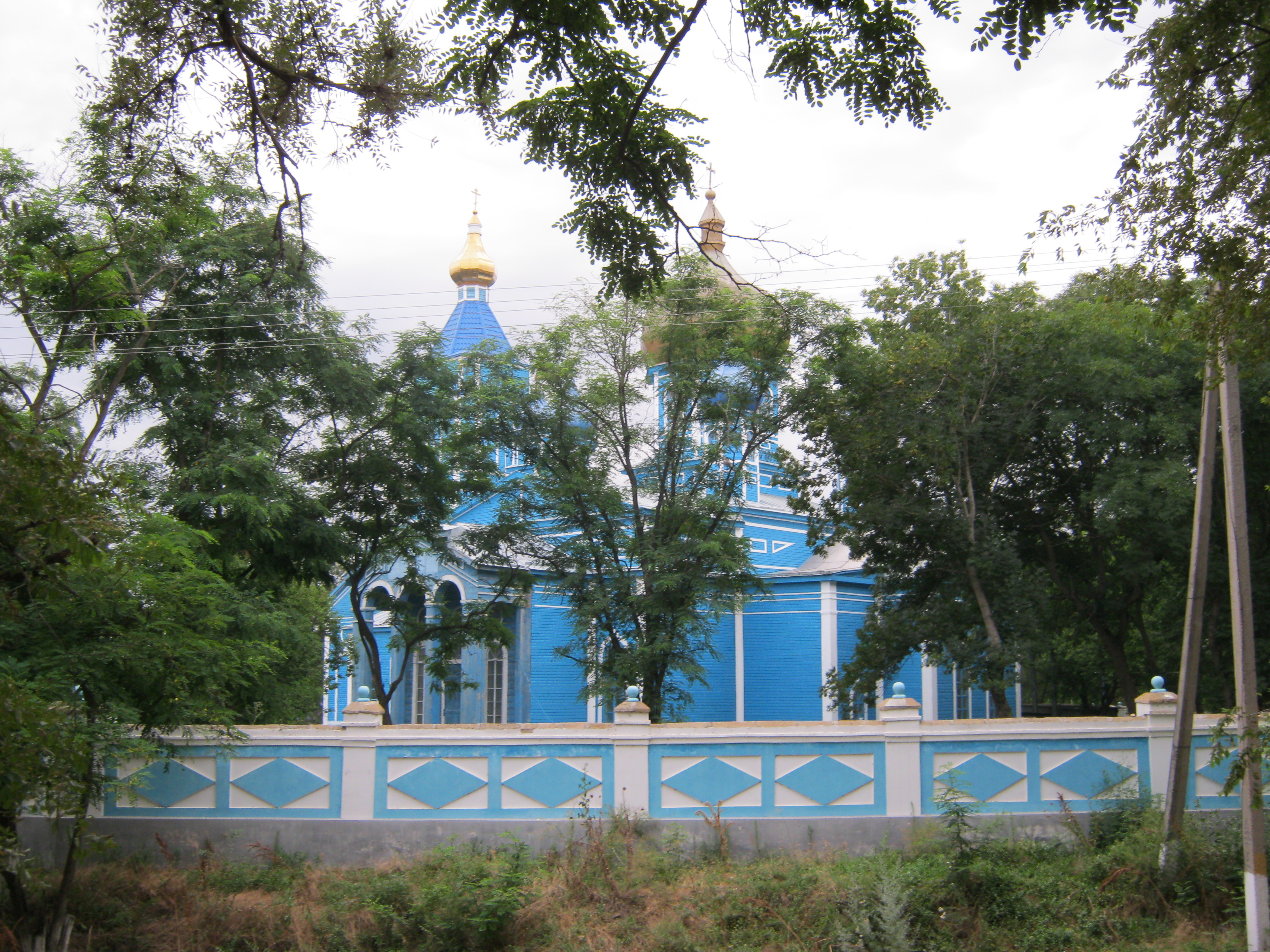
Деревянная церковь в честь Покрова Пресвятой Богородицы 1854 года постройки

Церковь в честь Покрова Пресвятой Богородицы. Построена деревянная церковь в 1854 году

## Люди, связанные с селом
- Белик Анатолий Семёнович (1947) - водитель ООО имени С.М. Кирова, Герой труда СССР, награждён орденом Трудовой Славы III-й степени[42]
- Вербицкий, Герасим Иванович (1912—1982 года, Благодатное) — участник Великой Отечественной войны, комбайнер Петровского зерносовхоза, Ставропольский край, Герой Социалистического Труда

## Памятники
- Братская могила красных партизан гражданской войны 1918, павших в боях 1918-20 гг.[43]
- Братская могила красных партизан, погибших в годы гражданской войны. 1918—1920, 1921 года[44]
- Братская могила мирных жителей, расстрелянных фашистами. 1942—1943, 1949 года[45]
- Памятник В. И. Ленину. 1958 год[46]
- Памятник воинам-землякам, погибшим в годы Великой Отечественной войны 1941—1945 гг. 1965 год[47]. По другим данным памятник воинам-односельчанам, погибшим в годы Великой Отечественной войны 1941—1945 гг, открыт 9 мая 1980 года[48]
- При въезде в село стоит православный крест

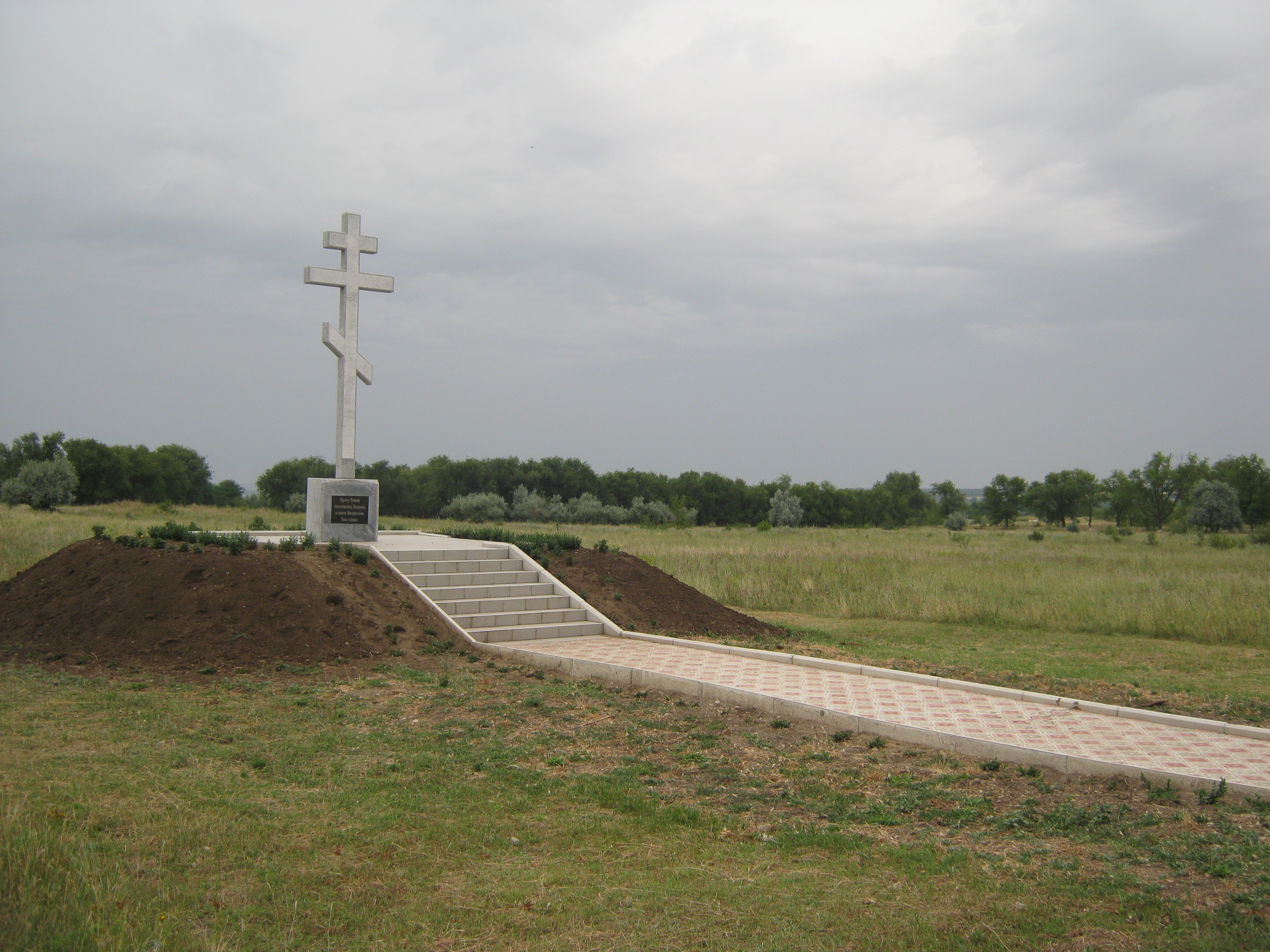
Крест на въезде в село